# バトって!オトギ戦争
『バトって！オトギ戦争』（バトって！オトギせんそう）は、モバイルプロダクションから配信されているスマートフォン用ゲームアプリ。Android版は2015年10月2日、iOS版は同年12月24日よりサービス開始。基本プレイ無料（アイテム課金制）。

## 概要
ジャンルはRPGとパズルゲームを融合させたパズルRPG。
ストーリーやプレイヤーキャラクターなどは持たず、RPG的な要素はモンスターの収集と育成、バトルのみである。
プレイヤーは最大5体のモンスターで構成されるパーティを編成しクエストへ潜入、パズルでパレットを消す事によって敵モンスターを攻撃しクエストクリアを目指す。
プレイヤーが使用できるモンスターは敵モンスターを倒した際の一定確率によるドロップやガチャによって入手する事ができる。
ゲーム自体は無料配信されているが、コンティニューやスタミナ回復、レアガチャなどに必要な宝玉が有料なアイテム課金となっている(F2P)。